# Hans Teeuwen
Hans Eduard Marie Teeuwen (Budel, 3 maart 1967) is een Nederlandse cabaretier, musicus, acteur en filmmaker.
Teeuwen maakte in de jaren negentig furore met zijn grove, absurde humor. In het begin van zijn carrière trad hij op als duo met Roland Smeenk, met wie hij in 1991 cabaretfestival Cameretten won. Smeenk verongelukte een jaar later, waarna Teeuwen doorging als soloartiest. Zijn eerste programma Hard en Zielig ging in 1994 in première en met zijn vernieuwende cabaretstijl werd Teeuwen vervolgens in korte tijd enorm populair bij een breed publiek.
Na vijf theatershows stopte Teeuwen in 2005 enige tijd als cabaretier. Hij legde zich toe op het maken van films; hij regisseerde er twee en schreef mee aan twee scripts voor Theo van Gogh. Verder manifesteerde hij zich als zanger door met twee muziekprogramma's te toeren en drie studioalbums uit te brengen: Hans Teeuwen zingt (2007), How It Aches (2010) en Popstukken (2015).
In 2007 blies Teeuwen zijn loopbaan als cabaretier nieuw leven in door Engelstalige shows te spelen in Groot-Brittannië. Dit deed hij tot en met 2010. Het jaar erna keerde hij terug in de Nederlandse theaters met Spiksplinter.
Als acteur speelde Teeuwen, die de Academie voor Drama volgde, aan het begin van zijn carrière rollen in enkele toneelstukken en een televisiefilm. Later had hij onder meer een hoofdrol in de films Jezus is een Palestijn (1999) en Gewoon Hans (2009). Ook was hij gastacteur in sketches van de tv-serie Jiskefet.

## Biografie
Hans Teeuwen groeide op in het Brabantse Budel in een katholiek gezin; zijn moeder zong in een kerkkoor. Nadat hij de mavo had afgerond hing hij een tijd blowend rond in en om Weert. In 1988 werd Teeuwen aangenomen op de Academie voor Drama in Eindhoven. Teeuwen:

De behoefte om grappig te zijn was mijn diepste fantasie. Geestigheid, het is een soort instinct merkte ik op de middelbare school. Ik had toch al iets van timing en gevoel voor situaties. Thuis was ik ook de humorist, al vinden mijn ouders dat vermoedelijk te vriendelijk klinken. Aandachtszieke etter komt meer in de richting. De leraren op school zeiden altijd: "Een grapje op z’n tijd is leuk". Bij mij was het andersom. Ik maakte altijd grappen. Tijdens de les ongevraagd het woord nemen, maar wel in het besef dat die grap ook wel goed moest zijn. Anders ben je weg - dat is ook op het podium zo. (Algemeen Dagblad, 2008)

Teeuwen raakte op de school bevriend met collega-cabaretier Theo Maassen, leerde zijn Brabantse accent kwijt te raken en dat hij "stil moet staan op het podium en het publiek dien[t] aan te kijken", maar kreeg van docenten vooral het advies om het in de praktijk te gaan proberen. Zodoende brak hij de opleiding in 1991 voortijdig af.
Datzelfde jaar kreeg hij landelijke bekendheid door samen met Roland Smeenk het prestigieuze cabaretfestival Cameretten te winnen met de show Heist. Een jaar na deze prijs, en voordat deze show als avondvullend programma kon gaan toeren, kregen zij een auto-ongeluk waarbij Smeenk om het leven kwam. Teeuwen ging verder als soloartiest.
Hans Teeuwen maakte zijn debuut als soloartiest in 1994 met de show Hard en Zielig. Zijn stijl is controversieel en wordt vaak gekwalificeerd als absurdistisch. In zijn cabaretvoorstellingen spelen de thema's seks en geweld belangrijke rollen. Verscheidene malen werden gangbare theaterconventies in de voorstellingen door Teeuwens spel doorbroken.
In september 2005 vertelde Teeuwen aan de Volkskrant te stoppen met het geven van cabaretvoorstellingen. De shows matten hem zo af dat hij "gewoon even klaar" was met cabaret: "Ik heb tien jaar cabaret gedaan, vijf programma's gemaakt, er is veel gelachen, ik heb veel applaus gekregen, maar als ik eraan terugdenk, is het eerste dat me te binnen schiet toch die ongelofelijke vermoeidheid." Verder zei hij: "Een cabaretprogramma moet je toch minstens honderd keer spelen. Daar ben je dus anderhalf jaar zoet mee." Zo'n lange tournee zag hij zichzelf de komende tijd niet meer maken, ook al omdat zijn voorstellingen veel energie vergen.
Teeuwen zei zich vanaf dan te willen toeleggen op het regisseren van films. In 2005 presenteerde hij zijn eerste film, de lolamoviola Masterclass, een half geïmproviseerde productie met onder meer Peer Mascini en Pierre Bokma, waarin de acteurswereld op de hak wordt genomen. In 2006 regisseerde en schreef hij met Eddy Terstall de kortfilm De reorganisatie van de afdeling Herhuisvesting, Franeker.
In 2006 keerde hij terug in de theaters. Niet als cabaretier, maar als zanger. De show kreeg de titel Hans Teeuwen zingt liedjes die door anderen al veel eerder, veel vaker en veel beter zijn gezongen.
Teeuwen staat bekend als voorvechter van vrijheid van meningsuiting. Op donderdag 30 augustus 2007 was Teeuwen te gast bij het eenmalige NPS-programma Bimbo's en Boerka's. Naar aanleiding van zijn toespraak bij de onthulling van het monument De Schreeuw, werd hij aan de tand gevoeld door de Meiden van Halal, omdat hij hen daarin met een zelfgeschreven liedje op de hak had genomen. ("Nee, ik mag niet kwetsen, mijn excuses en ik zal, voor straf me laten pijpen door de Meiden van Halal.") Dit ontaardde in een discussie over religie en (de grenzen van) vrijheid van meningsuiting. Het interview werd in januari 2008, samen met De Grote Donorshow van BNN, in een VARA-programma uitgeroepen tot TV-moment van het Jaar 2007.
In 2007 gaf hij zijn eerste Engelstalige optreden in het Verenigd Koninkrijk. Optredens begin 2008 in het Londense Soho Theatre werden met enthousiasme ontvangen. Hij heeft zijn Engelse shows gespeeld tot en met 2010. In 2011 kwam Hans Teeuwen terug in Nederland met een nieuwe cabaretvoorstelling. Begin april dat jaar ging zijn nieuwe show Spiksplinter in première in Koninklijk Theater Carré in Amsterdam.
Teeuwen was in 2013 te gast in het VPRO-televisieprogramma Zomergasten, gepresenteerd door Wilfried de Jong. Hij verklaarde dat hij aan zelfcensuur doet vanwege het gevaar dat hij vindt uitgaan van de islam. Teeuwen zei het in grote lijnen eens te zijn met islamcriticus Pat Condell, van wie hij een fragment laat zien waarin deze zich in felle bewoordingen uitliet over het islamitische geloof. Teeuwen vertelde dat hij Condells woorden nooit zou durven zeggen op het toneel. De moord op zijn vriend Theo van Gogh heeft daaraan bijgedragen, zei Teeuwen.
Naar aanleiding van de aanslag op Charlie Hebdo in januari 2015 plaatste Teeuwen diezelfde maand een zestal video's op het internet. Hierin leverde hij op satirische wijze een bijdrage aan de discussie rondom moslimextremisme. In augustus van dat jaar brachten Teeuwen en zijn begeleidingsband The Painkillers het album Popstukken uit. Na de jazzplaten Hans Teeuwen zingt en How It Aches is Popstukken het eerste Nederlandstalige muziekalbum dat Teeuwen maakte. Er verschenen videoclips voor de nummers 'Doe het nou', 'Poppendokter Bob' en 'Niets meer herinneren'. Teeuwens in 2013 geboren dochtertje is te zien op de albumhoes.

### Privé
Teeuwen had ten tijde van de productie van Jezus is een Palestijn (1999) een relatie met zijn tegenspeelster Kim van Kooten. Deze was al vóór de opnames ontstaan.
Hij heeft hierna twee relaties gehad met eveneens een actrice, namelijk met Tara Elders en met Nova van Dijk.
Hij werd in september 2013 vader van een dochter.

## Soloprogramma's

### Hard en Zielig(1994–1995)
De tournee van zijn eerste soloshow Hard en Zielig, vond plaats in 1994. Begonnen in het clubcircuit, stond de cabaretier aan het einde van de reeks voorstellingen voor grote zalen te spelen.
Kenmerkend voor het programma waren de abrupte overgangen tussen de verschillende sketches, de fascinatie met de thema's seks en geweld en de afwezigheid van 'de actualiteit' en 'engagement'. De meeste personages die Teeuwen erin neerzette zijn eenzame mislukkelingen, zich onderscheidend door hun tics en vreemde wereldvisie.
Hard en Zielig sloeg vooral aan bij tieners en twintigers van die tijd. Favoriet waren onder andere de fabel over de vos, de raaf en de vogelverschrikker, 'Kiekerjan' en Teeuwens eigen 'Bijbelverhaal'.
Teeuwen zei zelf over zijn succes:

Vanaf het moment dat ik een voet op het podium zette, had ik succes. Omdat het klopt wat ik doe. Ik hoor daar thuis. Het publiek voelt dat het deugt, dat ik er sta. Er zijn cabaretiers bij wie het niet klopt. Ze zijn er eigenlijk niet voor in de wieg gelegd, maar door heel hard te werken hebben ze zich toch een plaats weten te veroveren. Ze vechten zich een weg ernaar toe. Dat gevecht heb ik nooit hoeven leveren. (Vrij Nederland, Coen Verbraak, 1998)

### Met een Breierdeck(1995–1997)
Na het debuut volgde snel de tweede show Met een Breierdeck, een verzameling schetsen van een breed emotioneel spectrum, uiteenlopend van speelse sciencefiction tot orgastisch geweld. Teeuwen brak een lans met 'Bertje & Henk', een improvisatie waarin hij twee vrijwilligsters uit het publiek laat figureren in een soort poppenkast. Geen cabaretier had het tot dan toe aangedurfd om het publiek in die mate bij de show te betrekken. Ook vermeldenswaardig zijn 'Kruik' en 'Nostradamus'. Over 'Kruik' zou Teeuwen later zeggen dat het een van zijn beste sketches is.
De speellijst van Met een Breierdeck werd niet voltooid. Teeuwen had te kampen met oververmoeidheid en moest het laatste deel van de tournee afzeggen. Enkele jaren van bezinning volgden. Zijn hoofdrol in de film Jezus is een Palestijn was de eerste keer dat Teeuwen in aanraking kwam met het maken van een film. Een samenwerkingsproject met Pieter Bouwman, getiteld De Mannen van de Radio, verscheen op cd. Het is een selectie uit de reeks geïmproviseerde, absurdistische dialogen, opgenomen voor het radioprogramma De Avonden van 1995 tot en met 1997. De meeste van de overige afleveringen staan sinds januari 2017 op de website van de VPRO.

### Trui(1999–2000)
Na Breierdeck had Teeuwen een derde show gepland staan, maar door gebrek aan inspiratie werd deze uitgesteld. Er kwamen geruchten dat Teeuwen in een psychiatrische kliniek was opgenomen of zelfmoord had gepleegd, maar dit bleek niet te kloppen.
In 2000 kwam Teeuwen terug met zijn derde soloshow: Trui. Hoewel de succeselementen van de oude Teeuwen nog aanwezig waren, was de sfeer van de show een andere dan van de twee voorgaande. Minder dan in Met een Breierdeck bijvoorbeeld lag het accent op geweld. Het absurdisme was eerder lieflijk en de typetjes zijn vaker twijfelaars en minkukels dan maniakken. De show onderscheidde zich door gedetailleerde uitwerking van timing, mimiek en muzikaliteit van zowel sketches als muziek. Een nieuw thema was de rolverdeling tussen cabaretier en publiek – deze werd althans voor het eerst expliciet benoemd. Teeuwen treiterde zijn publiek, sprak zijn minachting erover uit en weigerde het slotapplaus. Dit thema zou in zijn volgende voorstellingen blijven terugkeren. De sketch 'Broken My Leg' is gebaseerd op een stuk dat hij met Pieter Bouwman had opgenomen voor De Mannen van de Radio, genaamd 'Save Your Soul'.

### Dat dan weer wel&Poelmo(2000–2002)
De vierde show was vooralsnog de minst abstracte. Hoewel het absurdisme nog steeds een aanzienlijk onderdeel uitmaakte van Teeuwens stijl, bevatte deze show ook enkele sketches die niet zouden misstaan in de show van een maatschappelijk geëngageerd cabaretier. Het lied 'Nederland' trok ons zelfbeeld van een tolerante natie in twijfel en 'God en Allah' veegde de vloer aan met de grote wereldreligies. Het verschil tussen Teeuwen en de oude generatie maatschappijcritici bleek uit een sketch als 'De Jostiband'. De tirade deed denken aan conferences van Youp van 't Hek, met als verschil dat Teeuwen zich 'fout' toont: hij viel niet de gevestigde orde, maar juist een kwetsbare groep van de samenleving aan. Opvallend was wederom het slotapplaus. Het publiek kreeg alle gelegenheid om de onthouding na Trui in te halen. Minutenlang liet Teeuwen het publiek de handen stuk klappen en zelfs dan weigerde hij de bühne te verlaten.
Intussen had Teeuwen kennisgemaakt met cartoonist Gert-Jan van Leeuwen, beter bekend als Gummbah. Samen met Pieter Bouwman speelden ze in 2000 en 2001 een reeks voorstellingen in het Betty Asfalt Complex. De voorstellingen werden bewerkt tot de televisieserie Poelmo, slaaf van het zuiden (voor meisjes die van dieren houden).

### Industry Of Love(2003–2004)
Tot de onderwerpen van Industry Of Love behoorden de kikvorsman op schoot, vrouwen lastigvallen met lege vissenkommen, dieren en tijd. Het verschil met Teeuwens eerste drie shows was dat het absurdisme eerder lichtvoetig dan tragikomisch is. Desalniettemin bevatte Industry Of Love een aantal sketches die het onbestemde gevoel van weltschmerz oproepen.
Het gedicht 'Liefde' was een van de zeldzame momenten waarop de cabaretier tot het publiek sprak zonder absurdisme of dubbele bodem. Het is een verzuchting over de liefde als pijnlijke maar verslavende, en tot mislukken gedoemde onderneming.
In het controversiële stuk 'Koningin' werd het koningshuis onder handen genomen. Teeuwen slaagde er weer in om zijn publiek op te zadelen met dat schuldbewuste en gegeneerde gevoel dat gepaard gaat met lachen om zaken die over de grens van het betamelijke heen lijken te gaan. Hoewel niet representatief voor de show als geheel (een Fremdkörper, in zijn eigen woorden), hield deze sketch Teeuwens reputatie in stand: "een cabaretier die alleen maar wil choqueren". Hij leek er niet mee te zitten: "Dat is dus geen lintje voor mij", voorspelde hij, schuldbewust glimlachend.

### Hans Teeuwen zingt(2006–2007)
Eind 2006 en begin 2007 maakte Teeuwen een succesvolle carrièreverandering van cabaretier naar jazz-zanger. In deze periode stond hij gedurende een lange periode in de nachtclub Panama waar hij nummers vertolkte van artiesten zoals Billie Holiday, Sarah Vaughan en Frank Sinatra. Eind 2007 kwam een dvd op de markt genaamd Hans Teeuwen zingt. Hetzelfde jaar startte hij een nieuwe muzikale voorstelling onder de titel Hans Teeuwen zing het Vrije Woord. De begeleidingsband van Teeuwen bestaat uit Jesse van Ruller (gitaar), Benjamin Herman (altsax), Ruben Hein (piano), Kasper Kalf (bas) en Joost Kroon (drums).

### Engelstalige shows (2007–2010)
In augustus 2007 stond Teeuwen als onderdeel van het Amsterdam Underground Comedy Collective met een soloshow op het Schotse festival Edinburgh Fringe. Het optreden bestond uit fragmenten uit zijn eerdere theaterprogramma's, vertaald in het Engels. Ook Comedytrain-collega's Raoul Heertje, Theo Maassen, Micha Wertheim, Lebbis, Steef Cuijpers en Kees van Amstel behoorden tot het gezelschap en gaven elk een afzonderlijke show. In 2008 keerde Teeuwen terug naar het Verenigd Koninkrijk voor voorstellingen in onder meer het Soho Theatre in Londen en op verschillende festivals. Teeuwen gaf in interviews aan het spelen in het buitenland te zien als "les in nederigheid en character building" en zei "datzelfde rondje van Nederlandse theaters" beu te zijn geworden. Zijn programma kreeg van recensenten veelal lovende kritieken. De Britse krant The Guardian noemde Teeuwen een van de meest briljante in leven zijnde komieken en vergeleek hem met onder meer Andy Kaufman, Spike Milligan en Steve Martin. Datzelfde jaar verscheen een registratie van zijn optreden in het Leicester Square Theatre op dvd onder de titel Live in London.
Bij een optreden in juli 2008 op het Latitude Festival in Suffolk werd Teeuwen door een deel van het publiek uitgejouwd. De reuring ontstond toen Teeuwen een sketch speelde waarin hij expliciete seksuele handelingen uitbeeldde. Hetzelfde overkwam hem in september 2009 op het Londense Greenwich Comedy Festival. Teeuwen is met zijn voorstelling Smooth and Painful uiteindelijk tot en met 2010 actief geweest.

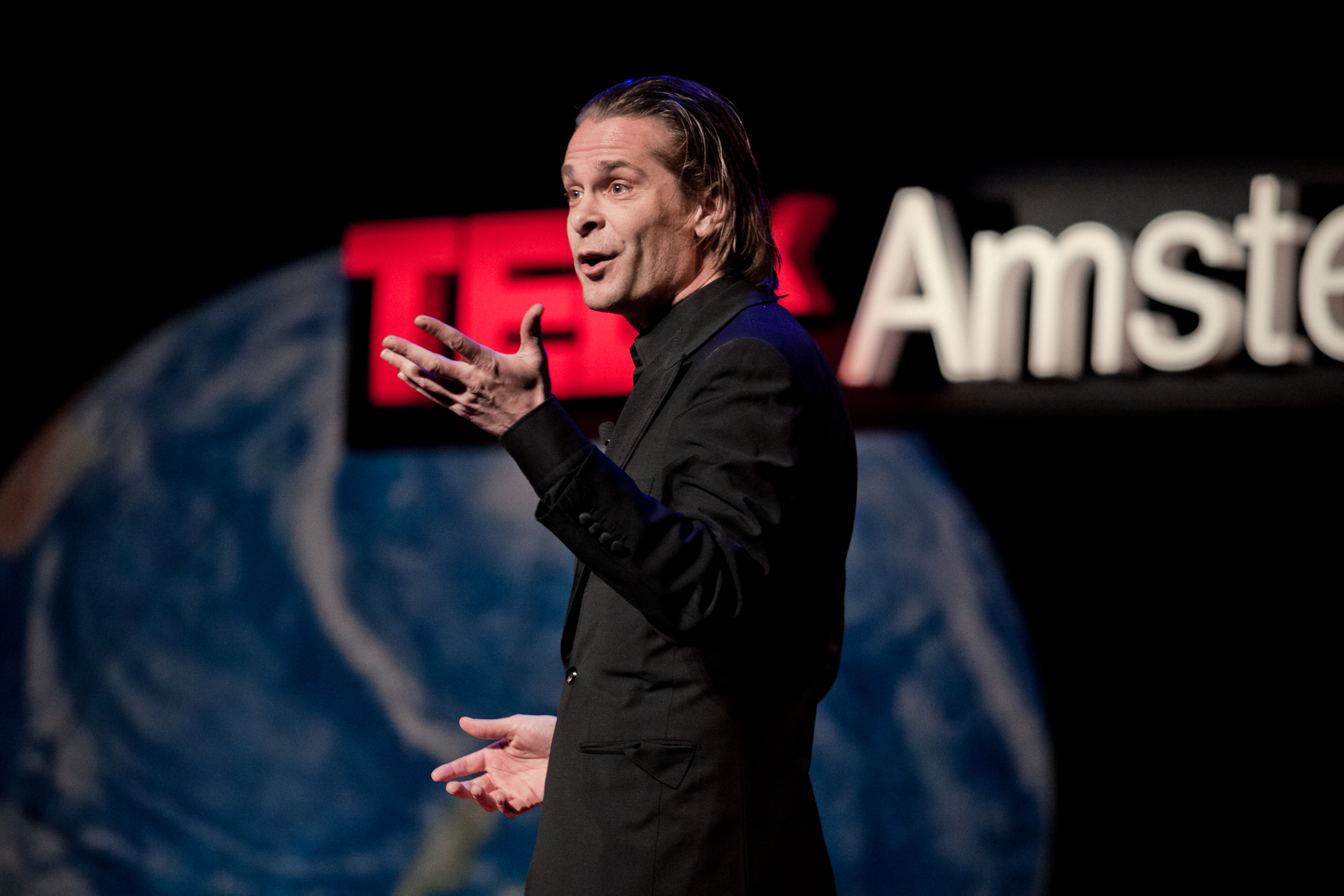
In november 2010 deed Teeuwen op TEDxAmsterdam voor het eerst sinds 2005 weer een cabaretoptreden op Nederlandse bodem.

### Spiksplinter(2011–2012)
Eind 2010 maakte Teeuwen bekend weer een Nederlandse cabarettournee te gaan doen. Zijn nieuwe show kreeg de titel Spiksplinter en ging op 4 april 2011 in première in Carré in Amsterdam. De show was op 14 december 2010 's ochtends in de voorverkoop gegaan en binnen een dag waren de zestigduizend kaarten, inclusief vier voorstellingen in de Heineken Music Hall, uitverkocht. Op 12 en 13 oktober 2011 vonden de laatste twee voorstellingen plaats in het World Forum Theater te Den Haag. Tijdens deze shows werden de tv-/dvd-opnamen gemaakt. De dvd kwam uit op 25 november 2011. De tv-première was op 7 januari 2012 op RTL 4 en trok 983.000 kijkers.
Spiksplinter werd met gemengde reacties ontvangen. Veelgehoorde kritiek was dat Teeuwen 'zichzelf nadeed' en met het programma in herhaling viel. Meerdere critici vonden het niet vernieuwend en hadden het idee de grappen al te kennen van Teeuwens eerdere shows. Toch was er ook lof voor Teeuwens vakmanschap, geniale absurdisme en aanstekelijke energie. Sketches die als hoogtepunt werden genoemd zijn de Michael Jackson-medley, 'Adolf van Duin', 'Aarslikker Danny-beschuit' en het verhaal over de ordinaire Astrid Joosten. Verschillende recensies eindigden met de conclusie dat 'de Koning van de Lach' het nog niet verleerd was.

### Echte rancune(2016–2017)
Op 19 januari 2016 kondigde Teeuwen aan dat zijn zevende Nederlandstalige soloprogramma Echte rancune in het najaar van 2016 in première zou gaan. Een dag later waren de kaarten voor de try-outvoorstellingen die hij in april en mei 2016 zou spelen binnen een uur uitverkocht. Het programma werd gematigd positief ontvangen met driesterrenrecensies door De Volkskrant, Trouw, De Telegraaf en Theaterkrant.nl. Teeuwen maakte een Engelstalige bewerking van de show voor een tournee in het Verenigd Koninkrijk. Real Rancour kon daar rekenen op meer waardering, onder andere van The Guardian en The Times, waarin het vier sterren kreeg. De registratie hiervan werd opgenomen in het aanbod van streamingdienst Netflix. De Nederlandse editie van Echte rancune was voor het eerst thuis te bekijken via Teeuwens eigen online platform Hans Teeuwen World, dat hij lanceerde in december 2017. Haar tv-première kende het op 2 januari 2019 bij RTL 4 voor een publiek van 476.000 kijkers.

### Nou lekker danenSmerige spelletjes(2020)
Op 29 januari 2020 kondigde Teeuwen zijn show Nou lekker dan aan. Na het spelen van de eerste try-out werden in maart echter alle geplande voorstellingen uitgesteld wegens de maatregelen tijdens de coronacrisis. Twee maanden later maakte Teeuwen de 'coronaconference' Smerige spelletjes, een monoloog over 'een dag uit het leven van een artiest in lockdown'. Max Porcelijn regisseerde Teeuwen in zijn Amsterdamse woning. De tv-uitzending van PowNed op NPO 3 trok op zaterdag 13 juni 265.000 kijkers. De Telegraaf en Humo kraakten het programma af met termen als 'infantiel', 'slaapverwekkend', 'irrelevant', 'gemakzuchtig' en 'strontvervelend'. Trouw was milder in haar kritiek en oordeelde dat er in Teeuwen nog altijd een groot kunstenaar schuilt, ook al is hij inhoudelijk niet meer radicaal en vernieuwend. Het roemde Porcelijns 'uitgekiende cinematografie'.

## Stijl en thematiek
Teeuwen is geen cabaretier die zaken aanklaagt of een moraal uitdraagt. Minder dan de meeste van zijn collega's behandelt hij expliciet maatschappelijke kwesties in zijn programma's. In een zeldzaam interview, dat als bonusmateriaal op de dvd van Industry Of Love staat, verklaart Teeuwen dat hij het als een vergissing ziet om een boodschap te willen destilleren uit zijn shows. De enkele keer dat hij een maatschappelijk probleem aansnijdt, is dat naar eigen zeggen alleen omdat hij aanvoelt dat de kwestie gevoelig ligt bij het publiek, waardoor ze zich goed leent om grappen over te maken.
Op een dieper niveau zijn thema's als onrecht en immoraliteit echter wel degelijk aanwezig in zijn shows. Deze komen steeds tot uiting in de meelijwekkende of stuitende typetjes die hij neerzet. Teeuwen toont het publiek op die manier iets van het menselijke tekort, in plaats van het te benoemen. Daarbij ontziet hij zichzelf niet: de zielige of wrede personages heten opvallend vaak Hans. Het publiek wordt evenmin gespaard. Teeuwen probeert zijn toeschouwers als het ware medeplichtig te maken door hen te laten lachen om de meest wrede grappen. In Met een Breierdeck zit een scène waarin een gewelddadig personage op het punt staat een man te executeren. De cabaretier geeft het publiek de keuze: 'Als iemand wil dat hij gespaard moet worden, moet die het nu zeggen.' Niemand reageert en 'met toestemming' van het publiek krijgt de ongelukkige het genadeschot. Deze scène is exemplarisch voor Teeuwens aanpak: hij haalt de duistere kant, het immorele bij zichzelf en het publiek naar boven, in plaats van deze in de buitenwereld te plaatsen en ertegen te fulmineren.

## Theateroeuvre

### Toneel
- 1990: Hoge bomen wind! 2 (Uitvoerende)
- 1990: Platonov ('Petja')
- 1991: Winnie de Poeh - Over nietsdoen en andere noodzaken ('Konijn')
- 1991: Under Milk Wood (Pianist)
- 2001: Not Building A Wall, But Making A Brick (benefietvoorstelling voor Mirjam Bos) (Uitvoerende)

### Cabaret
- 1991–1992: Heist (met Roland Smeenk)
- 1994–1995: Hard en Zielig
- 1995–1997: Met een Breierdeck
- 1999–2000: Trui
- 2000–2001: Poelmo, slaaf van het zuiden (voor meisjes die van dieren houden), met Pieter Bouwman en Gummbah
- 2001–2002: Dat dan weer wel
- 2003–2004: Industry Of Love
- 2008:00000 Live in London
- 2009–2010: Smooth and Painful
- 2011–2012: Spiksplinter
- 2016–2017: Echte rancune / Real Rancour
- 2020–2022: Nou lekker dan

### Muziek
- 2006–2007: Hans Teeuwen zingt liedjes die door anderen al veel eerder, veel vaker en veel beter zijn gezongen
- 2007:00000 Hans Teeuwen zingt het Vrije Woord

## Filmografie
| Jaar | Titel                                                     | Functie   | Functie   | Functie | Functie         | Opmerkingen                                           |
| Jaar | Titel                                                     | Regisseur | Scenarist | Acteur  | Rol             | Opmerkingen                                           |
| ---- | --------------------------------------------------------- | --------- | --------- | ------- | --------------- | ----------------------------------------------------- |
| 1992 | Hartslag                                                  |           |           | Ja      | Pieter          |                                                       |
| 1996 | Jiskefet - Debiteuren Crediteuren                         |           |           | Ja      | Sinterklaas     | Tv-serie, aflevering 'Heerlijk avondje'               |
| 1999 | Jezus is een Palestijn                                    |           |           | Ja      | Ramses          |                                                       |
| 2001 | Minoes                                                    |           |           | Ja      | Tinus (stem)    |                                                       |
| 2003 | Interview                                                 |           | Ja        |         |                 | Co-scenarist: Theodor Holman                          |
| 2003 | Jiskefet                                                  |           |           | Ja      | Sinterklaas     | Tv-serie, aflevering 'Lest best'                      |
| 2004 | Visions of Europe                                         |           | Ja        |         |                 | Segment 'Euroquiz'                                    |
| 2004 | Jiskefet                                                  |           |           | Ja      | Duitse soldaat  | Tv-serie, aflevering 'Kerst bij Theo'                 |
| 2005 | Allerzielen                                               |           |           | Ja      | Zichzelf (stem) |                                                       |
| 2005 | Masterclass                                               | Ja        | Ja        |         |                 |                                                       |
| 2005 | Jiskefet - Sint Hubertusberg                              |           |           | Ja      | Sinterklaas     | Tv-serie                                              |
| 2006 | De reorganisatie van de afdeling Herhuisvesting, Franeker | Ja        | Ja        | Ja      | Hans            | Korte film. Co-regisseur en -scenarist: Eddy Terstall |
| 2009 | Gewoon Hans                                               |           |           | Ja      | Hans Teeuwen    |                                                       |
| 2010 | New Kids Turbo                                            |           |           | Ja      | Rikkerts baas   |                                                       |
| 2012 | Alles voor een lach                                       |           |           | Ja      | Zichzelf        | Korte film                                            |
| 2020 | Smerige spelletjes                                        |           | Ja        | Ja      | Zichzelf        | 'Coronaconference'                                    |
| 2024 | Jackson & Malone                                          |           | Ja        | Ja      | Jackson         |                                                       |

## Discografie

### Albums
| Album met eventuele hitnotering(en) in de Nederlandse Album Top 100 | Datum van verschijnen | Datum van binnenkomst | Hoogste positie | Aantal weken | Opmerkingen         |
| ------------------------------------------------------------------- | --------------------- | --------------------- | --------------- | ------------ | ------------------- |
| De mannen van de radio                                              | 1999                  |                       |                 |              | met Pieter Bouwman  |
| Trui                                                                | 2000                  | 30-09-2000            | 9               | 18           | Live registratie    |
| Dat dan weer wel                                                    | 2002                  | 15-06-2002            | 4               | 27           | Live registratie    |
| Industry Of Love                                                    | 2004                  | 08-05-2004            | 2               | 23           | Live registratie    |
| Hans Teeuwen zingt                                                  | 2007                  | 15-12-2007            | 49              | 3            | Live-album          |
| How It Aches                                                        | 2010                  | 27-03-2010            | 27              | 4            | met The Painkillers |
| Popstukken                                                          | 2015                  | 28-08-2015            |                 |              | met The Painkillers |

### Singles
| Single met eventuele hitnotering(en) in de Nederlandse Top 40 | Datum van verschijnen | Datum van binnenkomst | Hoogste positie | Aantal weken | Opmerkingen                                       |
| ------------------------------------------------------------- | --------------------- | --------------------- | --------------- | ------------ | ------------------------------------------------- |
| Broodje worst                                                 | 2011                  | -                     |                 |              | met The Painkillers / Nr. 54 in de Single Top 100 |
| Lockdown Lul - Extended 80's Version                          | 2021                  | 27-02-2021            | 39              | 2*           | met Bjørgen                                       |

### Dvd's
| Dvd met hitnotering(en) in de Nederlandse DVD Music Top 30 | Datum van verschijnen | Datum van binnenkomst | Hoogste positie | Aantal weken | Opmerkingen |
| ---------------------------------------------------------- | --------------------- | --------------------- | --------------- | ------------ | ----------- |
| Hard en zielig                                             | 2000                  | 08-01-2000            | 2               | 32           |             |
| Dat dan weer wel                                           | 2003                  | 31-05-2003            | 1(3wk)          | 51           |             |
| Met een Breierdeck                                         | 2003                  | 31-05-2003            | 12              | 10           |             |
| Trui                                                       | 2003                  | 05-07-2003            | 15              | 12           |             |
| Industry Of Love                                           | 2004                  | 05-06-2004            | 1(3wk)          | 19           |             |

## Trivia
- Een geluidsfragment van Hans Teeuwen wordt gebruikt op het album Tegenstrijd (2003) van Osdorp Posse. Aan het einde van het nummer 'Respect' is een sample uit een van zijn conferences te horen waarin hij verklaart "geen respect meer te hebben" voor zijn publiek.
- In 2004 eindigde hij op nr. 44 tijdens de verkiezing van De grootste Nederlander.
- Hans Teeuwen is een jazz-fan. Een van zijn favoriete saxofoonsolo's door Charlie Parker neuriede hij helemaal na tijdens zijn show Dat dan weer wel. Een andere jazzmusicus die hij bewondert is Miles Davis, wiens plaat Kind of Blue (1959) hij een meesterwerk noemt.
- Sinds mei 2008 had Teeuwen de website hansteeuwen.tv. Hierop plaatste hij absurdistische filmpjes met zichzelf en/of Gummbah in de hoofdrol. Vanwege tijdgebrek plaatst Teeuwen geen filmpjes meer op de site, zo liet hij in een interview weten.[bron?]
- In oktober 2009 kwam de pocketbundel Langs de schaduw van jouw wanhoop uit, met teksten van Teeuwens cabaretshows. Deze werd samengesteld door Marscha Holman.
- De Amerikaanse cabaretier Bo Burnham noemde Teeuwen een van zijn inspiraties.[42]
- Tijdens de COVID-19-pandemie begon Hans Teeuwen op zijn YouTube-kanaal met het opnemen van comedy sketches vanuit huis. Één van deze video's bevatte een aanzet voor een lied getiteld "Wat moet ik met mijn lul in de lockdown?". Binnen afzienbare tijd werd deze sketch ontzettend populair, waarna het refrein door internetgebruikers omgetoverd werd tot meerdere volledige nummers, waaronder Lockdown lul.[43]
- In maart 2024 persifleerde Teeuwen in een sketch burgemeester Femke Halsema, waarbij een luchtdrukpistool in beeld was. Hierop werd hij verdacht van verboden wapenbezit. Zes politie-agenten bezochten hem met huiszoekingsbevel aan huis om het wapen in beslag te nemen. Daags na de inval was het de politie duidelijk, dat het om een neppistool ging en kreeg Teeuwen het wapen terug.